# Семинський Віталій Купріянович
Віталій Купріянович Семинський (Семінський) (14 червня 1906, село Буча Київської губернії, тепер селище, підпорядковане Ірпінській міській раді Київської області — 1987, місто Київ) — український радянський діяч, токар, новатор виробництва у машинобудуванні. Член ЦК КПУ в 1954—1961 р. Депутат Верховної Ради УРСР 5—6-го скликань.

## Біографія
Народився в родині букініста. У 1923—1941 роках — токар, майстер Київського заводу «Червоний екскаватор».
Член ВКП(б) з 1940 року.
З 1941 року перебував у евакуації, працював на одному із підприємств міста Тюмені (РРФСР).
У 1946—1966 роках — токар, майстер Київського заводу «Червоний екскаватор». Розробив і впровадив комплексний метод швидкісної обробки металів. Автор багатьох винаходів і раціоналізаторських пропозицій. Опублікував ряд праць.
З 1966 року — на пенсії.
На знак вшанування таланту та пам'яті про винахідника була заснована премія імені Семинського. 

## Нагороди
- орден Леніна (6.12.1957)
- Сталінська премія ІІІ ст. (1950)
- медаль «За доблесну працю у Великій Вітчизняній війні 1941—1945 рр.»
- медаль «За трудову доблесть»
- медалі
- Заслужений винахідник Української РСР (1962)
- Почесна грамота Президії Верховної Ради Української РСР (1961)